# Musée Monroe
 (mars 2025).
Motif : Manque de source secondaire indépendante et d'envergure
- Archive Wikiwix
- Bing
- Cairn
- DuckDuckGo
- E. Universalis
- Gallica
- Google
- G. Books
- G. News
- G. Scholar
- Persée
- Qwant
- (zh) Baidu
- (ru) Yandex

| 1. | Préciser le motif de la pose du bandeau. | Précisez le motif de la pose du bandeau en utilisant la syntaxe suivante : {{admissibilité à vérifier\|date=mars 2025\|motif=remplacez ce texte par le motif}}                    |
| 2. | Informer les utilisateurs concernés.     | Pensez à avertir le créateur de l'article, par exemple, en insérant le code ci-dessous sur sa page de discussion : {{subst:avertissement admissibilité à vérifier\|Musée Monroe}} |

Pour les articles homonymes, voir Monroe.
Le musée de Monroe est un musée d'histoire situé à Monroe, en Géorgie,. Le musée a été créé par un comité bénévole de résidents de Monroe et le soutien généreux de la communauté en 2015,. Il détaille une chronologie de Monroe, en commençant par les Amérindiens qui vivaient dans la région et en terminant par le présent.